# Falsas esperanzas
«Falsas esperanzas» es el tercer sencillo del primer álbum en español titulado Mi reflejo de la cantante pop estadounidense Christina Aguilera. Fue lanzado en 2001. La canción tiene estilo salsa con ritmos muy latinoamericanos, y es la canción del álbum con más influencia hispana junto a la balada «Cuando no es contigo». 
El sencillo entró en un gran debate para saber si realmente es el segundo sencillo del álbum, ya que previamente se había lanzado «Genio atrapado», «Ven conmigo» y «Por siempre tú» que son sencillos en inglés convertidos al español de su álbum debut homónimo titulado Christina Aguilera, pero también incluidos en su primer álbum en español.
«Falsas esperanzas» logró posicionarse en el número 15 de la lista principal de España y a pesar de ser una canción totalmente en español logró entrar de igual manera a las listas de popularidad de los Países Bajos y Japón en el número 7 y 27 respectivamente. Con el paso del tiempo se ha convertido en una de las canciones más recordadas de Christina Aguilera en todo el mundo hispano.
La canción fue incluida en los créditos de apertura de la telenovela Como en el cine, de la casa productora TV Azteca. Por otra parte, esta canción junto con «Contigo en la distancia» fueron las únicas canciones en español interpretadas en el tour internacional en la promoción de su segundo álbum de estudio Stripped (2002).

## Recepción comercial

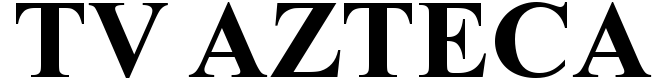
La canción sirvió para intro de la novela Como en el cine de la casa productora TV Azteca.

No entró en el Billboard Hot 100 por las mismas razones que su anterior sencillo «Pero me acuerdo de ti» que en esa época no figuraban los temas en español a dicha lista. Por otra parte, fue utilizado como banda sonora de la telenovela mexicana Como en el cine para la casa productora TV Azteca, alcanzando la posición número uno en Monitor latino de México, también fue la primera canción de Aguilera en utilizarse como entrada para novela, más de diez años después volvió a repetir dicha hazaña para la telenovela mexicana La tempestad al lado de Alejandro Fernández con el tema "Hoy tengo ganas de ti" (2013).

## Vídeo
El vídeo oficial fue una presentación en vivo que Christina realizó a finales del 2000 en Los Ángeles siendo televisado por American Broadcasting Company conocido simplemente como ABC, y fue publicado en su DVD My Reflection con la intérprete estadounidense.

## Presentaciones en vivo
Para promocionar el álbum Mi Reflejo, Aguilera amplió su gira titulada Christina Aguilera en concierto en 2001 para 8 fechas más, visitando México, Puerto Rico, Venezuela, Panamá y Japón. Aguilera también ofreció una actuación en los premios Latin Grammy en febrero de 2001 interpretando «Pero Me Acuerdo De Ti» y «Falsas Esperanzas». Al igual en su gira internacional Stripped Live in the U.K. que hizo un popurrí de esta canción y «Contigo en la Distancia». 

### Versiones de otros cantantes
El tema ha tenido un impacto cultural desde el 2000, siendo interpretada en varias ocasiones en programas de canto en toda Iberoamérica. Por ejemplo, en el programa mexicano de TV Azteca titulado La Academia, la competidora Valeria Cox interpretó «Falsas Esperanzas». Un año más tarde, otro participante llamado Yara también interpretó dicha canción en el mismo programa, entre varios participantes más. La canción también fue versionada en La Voz Argentina (versión argentina de The Voice) por Jordana Battaglia y Mina Jésica. En la primera temporada del X Factor (Chile), la participante Dulce Tabú interpretó la canción. Otros cantantes más en dicho programa igualmente han interpretado dicha canción.

## Presentaciones
Christina presentó en vivo "Falsas Esperanzas" en dos de sus giras:
- Latin American Tour (2001): La canta en los conciertos en Hispanoamérica y Japón en español.
- Stripped World Tour (2003): Hace un enganchado entre «Contigo en la distancia» y luego «Falsas esperanzas» cantándola incompleta.

## Rendimientos en listas
| Lista (2001)               | Mejor posición |
| -------------------------- | -------------- |
| Países Bajos (Tipparade)   | 7              |
| España (Top 100 Canciones) | 15             |
| Japón (Japan Hot 100)      | 27             |
| México (Monitor Latino)    | 1              |

## Lista de canciones
- Sencillo en CD Remixes-España

1. «Falsas esperanzas» Álbum Versión
2. «Falsas esperanzas» Dance Radio Mix
3. «Falsas esperanzas» Spanish Dance Club Mix
4. «Falsas esperanzas» Tropical Mix
5. «Falsas esperanzas» Strictly For Deejays Mix

Otras versiones de Falsas esperanzas pueden encontrarse en Remixes de Christina Aguilera

## Personal
- Arreglos: Rudy Pérez y Clay Perry
- Arreglos de Metales: Ed Calle
- Vocals: Christina Aguilera
- Teclados: Rudy Pérez y Clay Perry
- Piano Solo: Paquito Hechavarria
- Bajo: Julio Hérnandez
- Guitarras Acústicas: Manny López y René Toledo
- Percusión: Richard Bravo
- Trompetas y Fliscorno: Tony Concepción
- Trombón: Dana Teboe
- Saxofón: Ed Calle
- Programación Batería y Percusión: Rudy Pérez